# Список земноводных и пресмыкающихся, занесённых в Красную книгу Курганской области
Список земноводных и пресмыкающихся, занесённых в Красную книгу Курганской области включает 2 вида пресмыкающихся и 7 видов земноводных.

## Пресмыкающиеся (Reptilia)

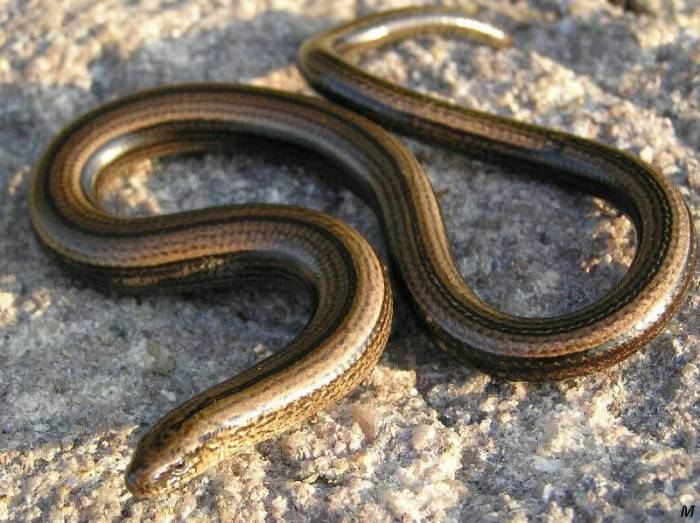
Ломкая веретеница

## Пресмыкающиеся(лат.Reptilia)

### Подотряд Змеи
- Семейство ужеобразные — Colubridae
  - Обыкновенная медянка — Coronella austriaca

### Подотряд Ящерицы
- Семейство веретеницевые — Anguidae
  - Веретеница ломкая — Anguis fragilis

## Земноводные (Amphibia)

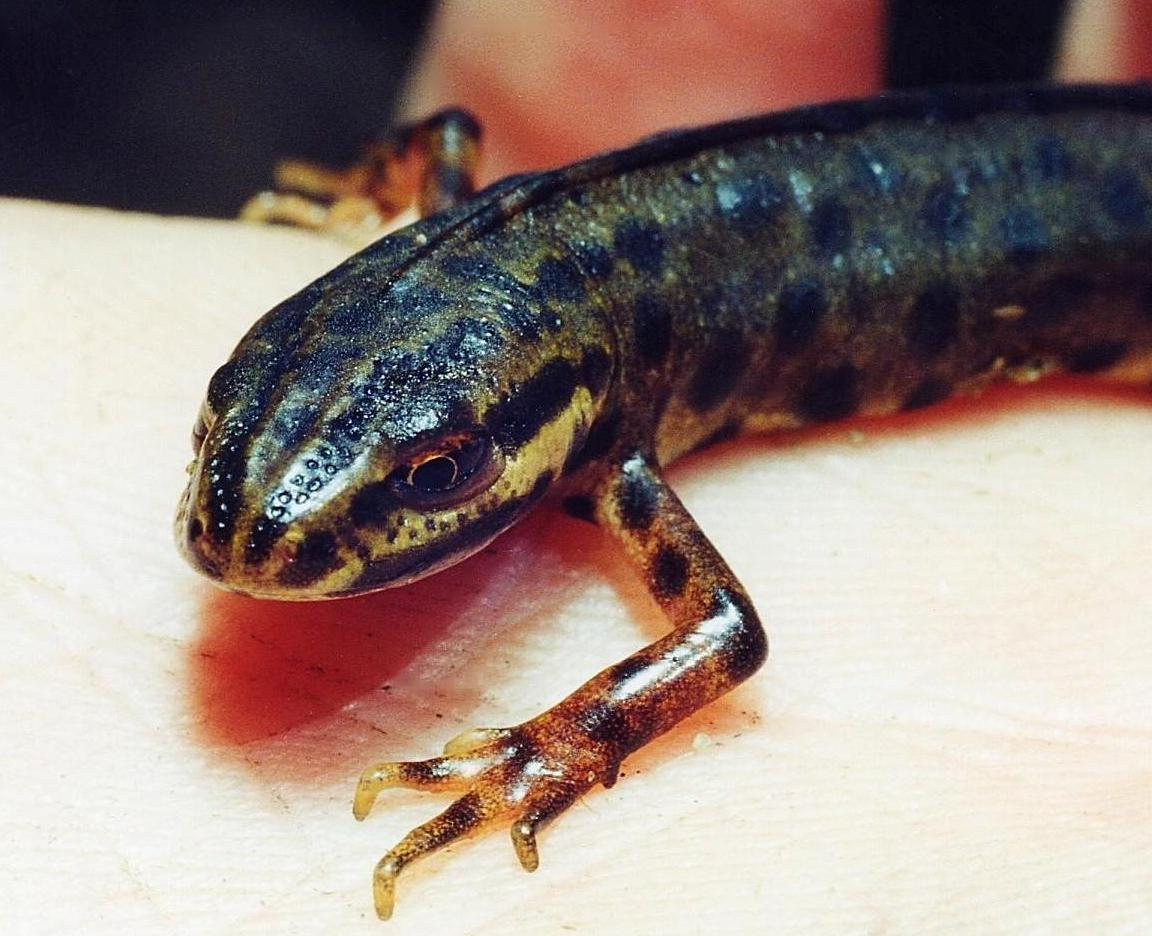
Обыкновенный тритон

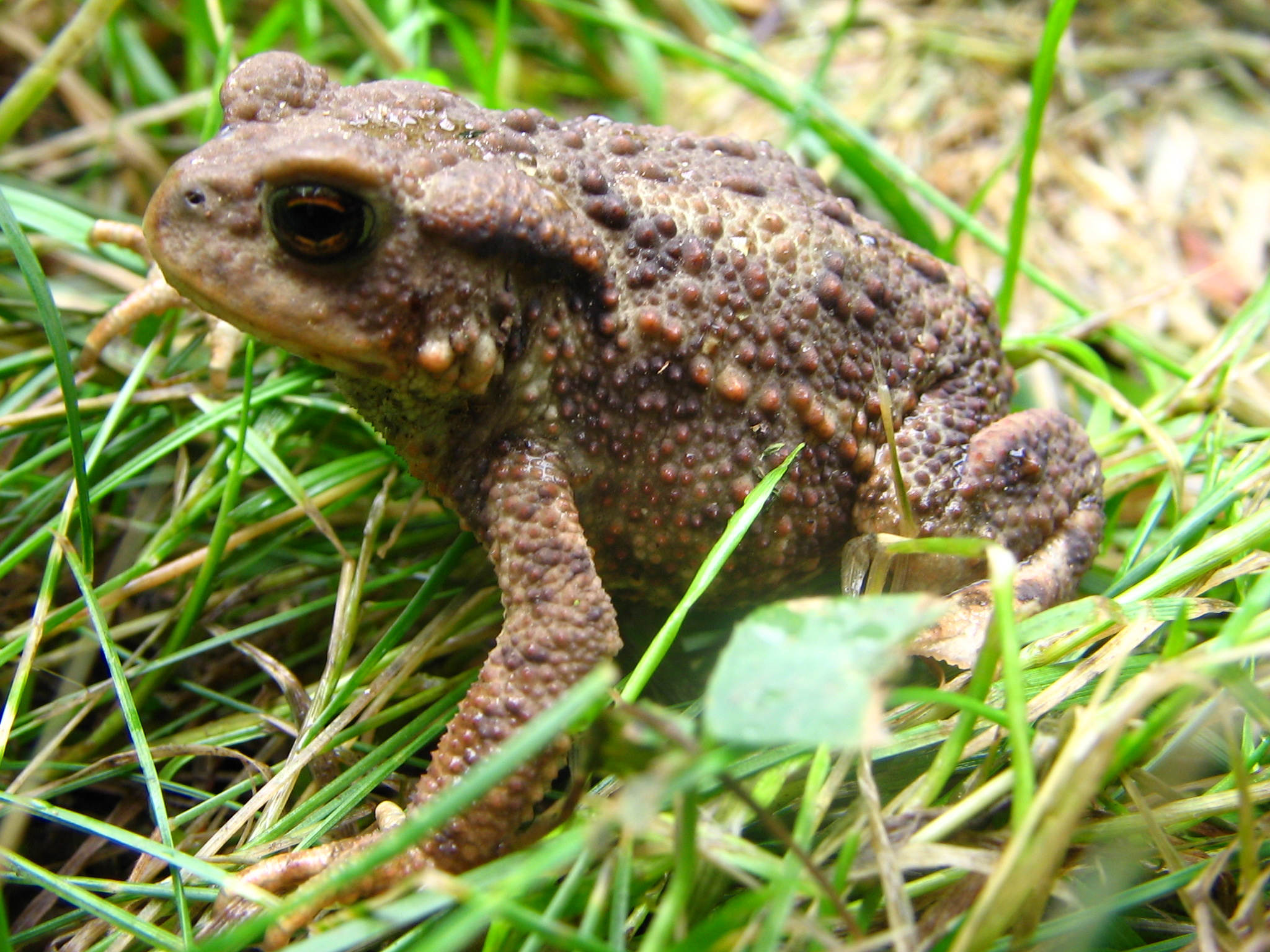
Обыкновенная жаба

## Земноводные(лат.Amphibia)

### Отряд Хвостатые земноводные
- Семейство углозубы — Hynobiidae
  - Сибирский углозуб — Salamandrella keyserlingii
- Семейство саламандровые — Salamandridae
  - Обыкновенный тритон — Lissotriton vulgaris

### Отряд Бесхвостые земноводные
- Семейство жабы — Bufonidae
  - Обыкновенная жаба — Bufo bufo
  - Зелёная жаба — Bufotes viridis
- Семейство настоящие лягушки — Ranidae
  - Травяная лягушка — Rana temporaria
  - Сибирская лягушка — Rana amurensis
  - Озёрная лягушка — Pelophylax ridibundus